# Operagebouw

Operagebouw Teatro Colón, Buenos Aires, Argentinië

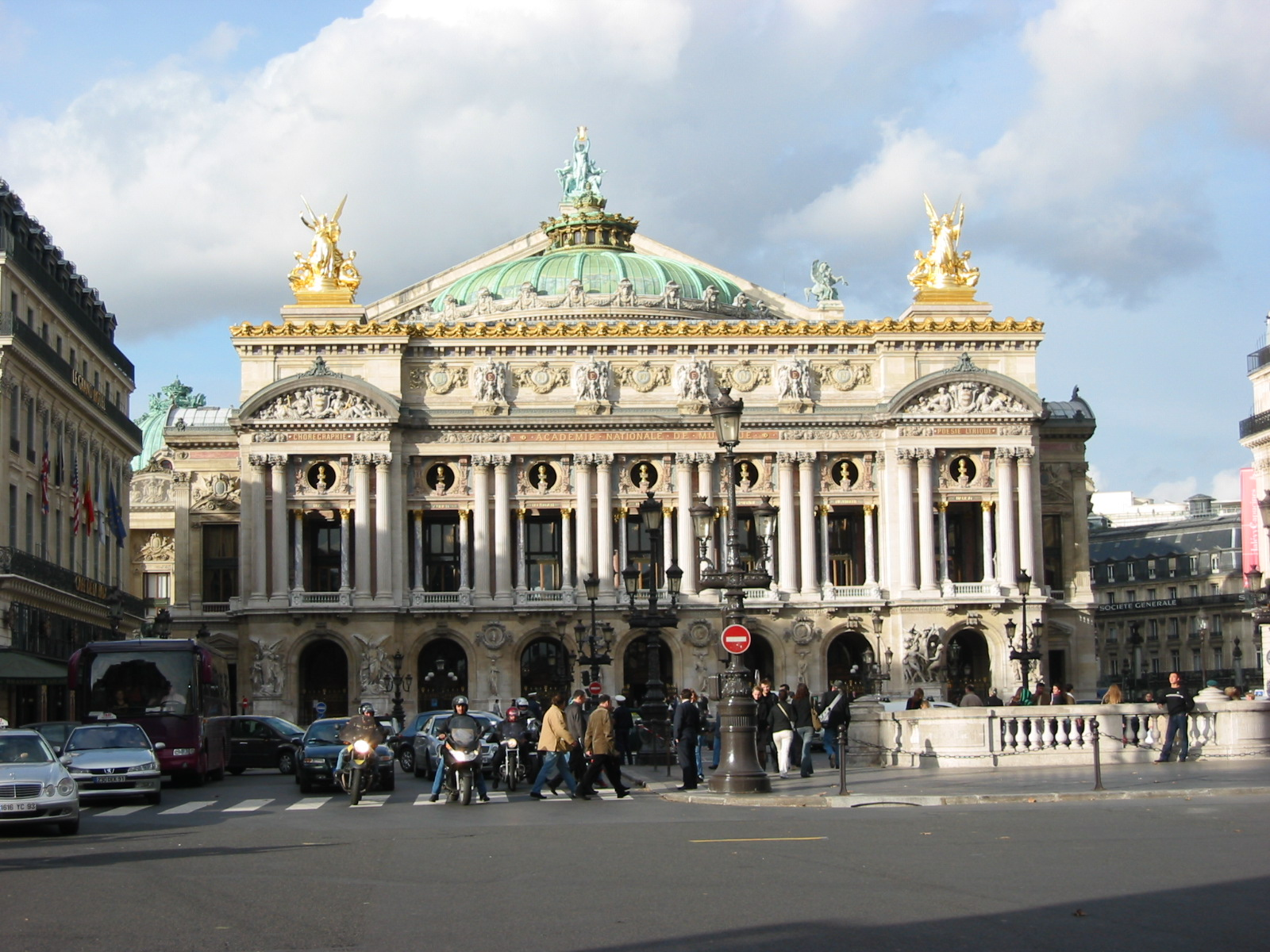
Opéra Garnier in Parijs

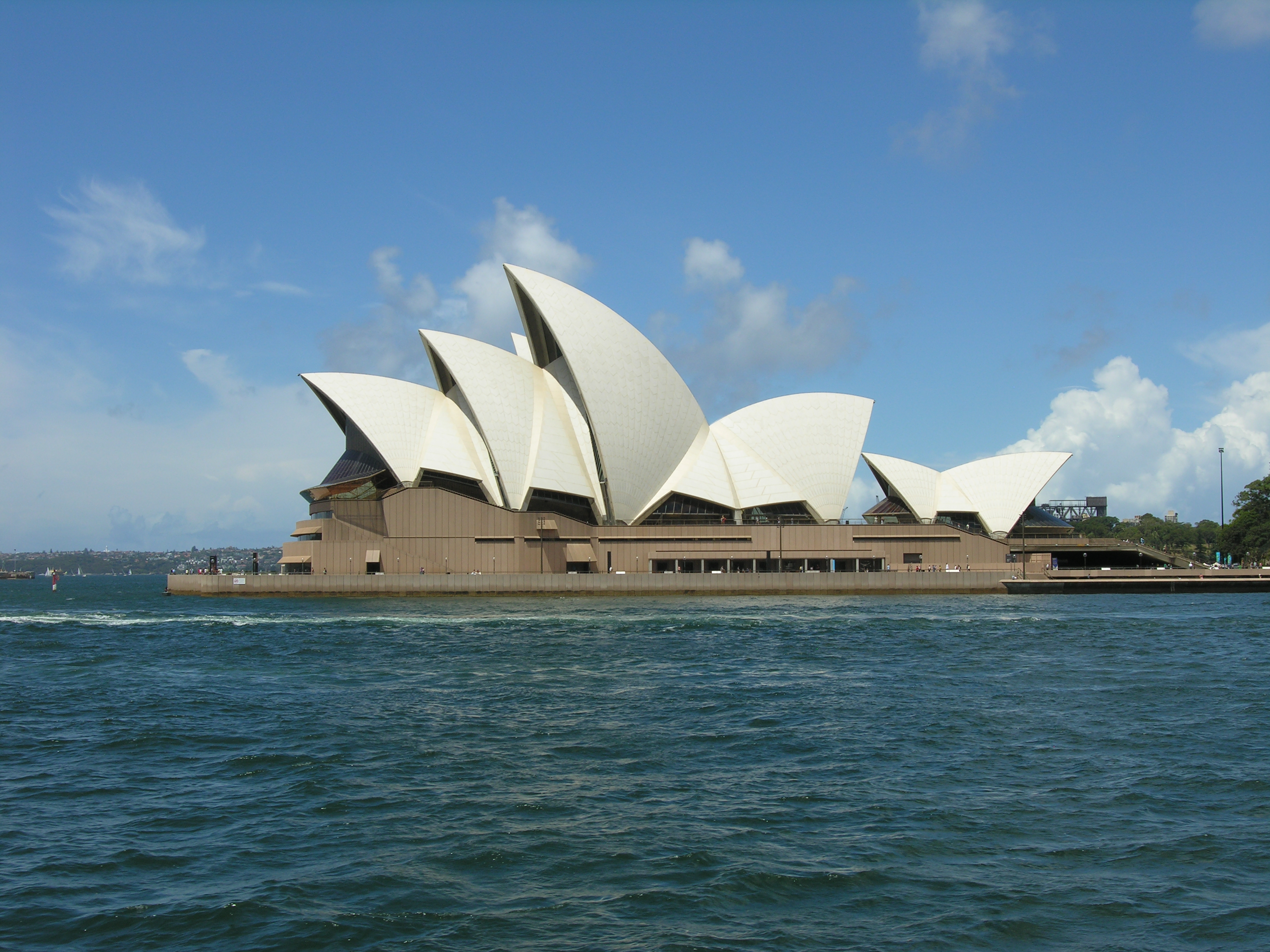
Sydney Opera House

Een operagebouw of operahuis is een gebouw waarin opera's worden opgevoerd. Doorgaans is een operagebouw speciaal ontworpen voor dit gebruik, maar er worden soms ook andere podiumkunsten uitgevoerd. Vaak is aan een operagebouw ook een operagezelschap of een productiehuis voor opera's verbonden, zoals De Nederlandse Opera aan het Muziektheater (Amsterdam).

## Geschiedenis
Het eerste operagebouw dateert uit 1637 en was het Teatro San Cassiano in Venetië. Aan het einde van die eeuw telde de stad zeventien operahuizen. Het grootste operagebouw ter wereld is de Opéra Garnier in Parijs met een oppervlakte van ruim 11.000 m² en een zaal die plaats biedt aan 2131 toeschouwers. Andere, zeer emblematische operagebouwen zijn het Sydney Opera House gelegen aan de haven van Sydney in Australië en het Operahuis van Oslo, gelegen aan de Oslofjord. Ook het Auditorio de Tenerife op de Canarische Eilanden is een markant gebouw.
Een ander beroemd operagebouw is Teatro La Fenice (de Feniks) in Venetië waarvan de naam illustratief is aan haar geschiedenis: het werd tweemaal, na volledig te zijn verwoest door brand, herbouwd.